# بخش احمدی
بخش احمدی، یکی از بخش‌های شهرستان حاجی‌آباد در استان هرمزگان ایران است. مرکز این بخش، شهر سرگز است.

## کشاورزی
از جمله محصولات کشاورزی این منطقه می‌توان به محصولات زراعی چون ذرت، جو، گندم، کنجد و محصولات باغی مانند نارنگی، پرتقال، انگور، انجیر و انار و همچنین خرما و صیفی جات اشاره نمود.

## جمعیت
بر پایه سرشماری عمومی نفوس و مسکن در سال ۱۳۹۵، جمعیت بخش احمدی برابر با ۱۰٬۳۲۱ نفر بوده است.